# Plaxiphora
Plaxiphora is een geslacht van keverslakken uit de familie van de Mopaliidae.

## Soorten
- Plaxiphora (Plaxiphora) albida (Blainville, 1825)
- Plaxiphora aurata (Spalowsky, 1795)
- Plaxiphora (Plaxiphora) australis (Suter, 1907)
- Plaxiphora (Plaxiphora) biramosa (Quoy & Gaimard, 1835)
- Plaxiphora (Plaxiphora) boydeni Murdoch, 1982
- Plaxiphora (Plaxiphora) bucklandnicksi Sirenko, 2012
- Plaxiphora (Plaxiphora) caelata (Reeve, 1847)
- Plaxiphora (Fremblya) egregia (H. Adams, 1867)
- Plaxiphora (Plaxiphora) fernandezi Thiele, 1909
- Plaxiphora (Plaxiphora) gwenae Ferreira, 1987
- Plaxiphora (Plaxiphora) indica Thiele, 1909
- Plaxiphora (Plaxiphora) integra (Is. Taki, 1953)
- Plaxiphora (Plaxiphora) javanica Kaas & Van Belle, 1994
- Plaxiphora (Plaxiphora) kamehamehae Ferreira & Bertsch, 1979
- Plaxiphora (Fremblya) matthewsi Iredale, 1910
- Plaxiphora (Mercatora) mercatoris Leloup, 1936
- Plaxiphora (Plaxiphora) murdochi Suter, 1905
- Plaxiphora (Plaxiphora) obscurella (Souverbie in Souverbie & Montrouzier, 1866)
- Plaxiphora (Plaxiphora) obtecta Carpenter in Pilsbry, 1893
- Plaxiphora (Plaxiphora) parva Nierstrasz, 1906
- Plaxiphora (Plaxiphora) tricolor Thiele, 1909
- Plaxiphora (Plaxiphora) tulearensis Leloup, 1981